# Anders Piltz

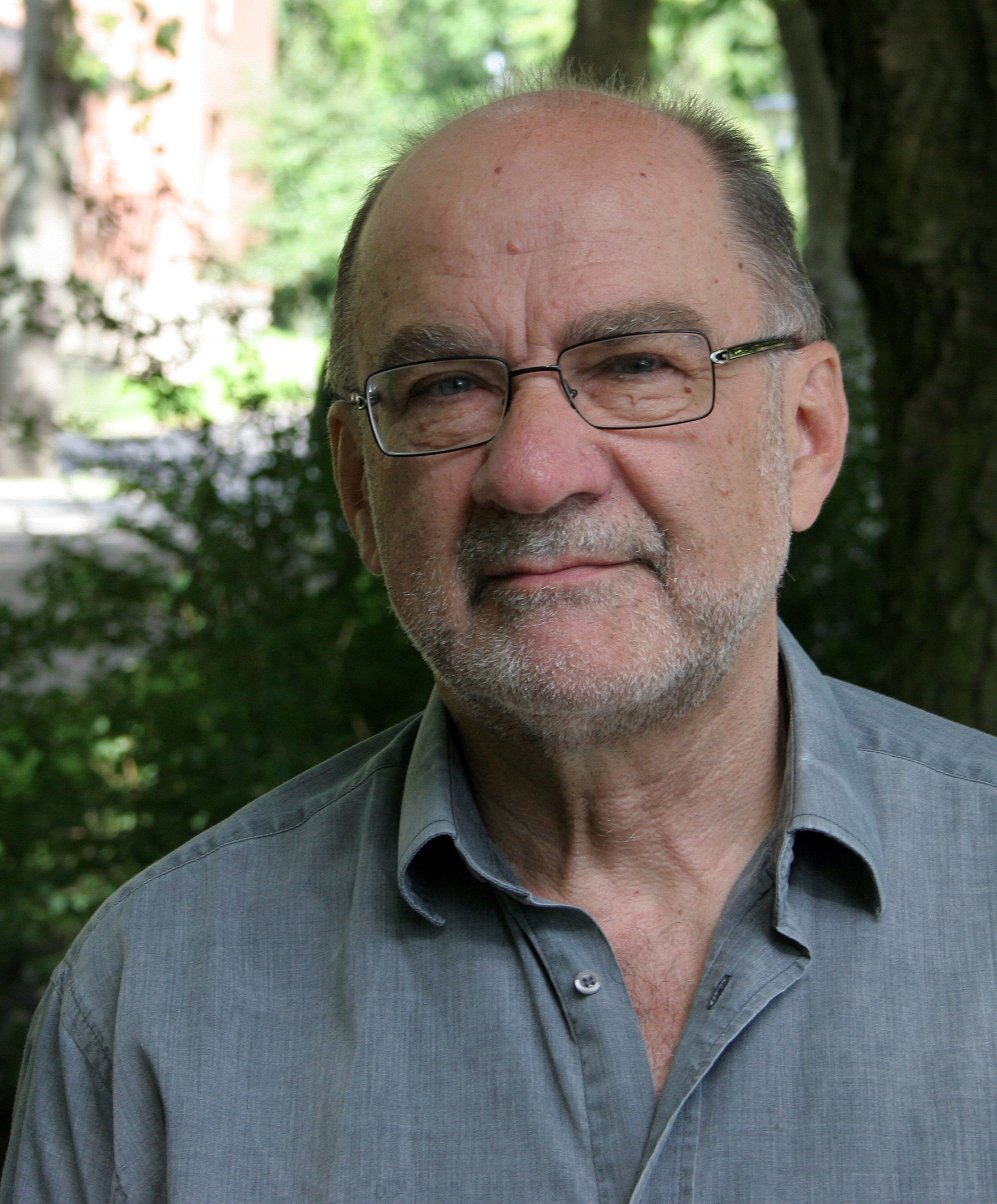
Anders Piltz.

Anders Edvard Gottlieb Piltz, född 7 mars 1943 i Ödeborg i Dalsland, är en svensk latinist och romersk-katolsk präst samt tidigare biskopsvikarie för gudstjänstlivet i Stockholms katolska stift och ordförande i Katolska liturgiska nämnden (KLN). 

## Biografi
Piltz studerade 1963–1965 vid Stockholms universitet, 1965–1974 vid Uppsala universitet och senare vid Pontificia Università di San Tommaso (Angelicum) i Rom. Till hans 65-årsdag 2008 utkom den över 700 sidor omfångsrika festskriften Förbistringar och förklaringar. Han blev hedersdoktor vid teologiska faktulteten, Uppsala universitet, 2003.
Piltz disputerade i latin vid Uppsala universitet 1974, blev docent där 1976, vid Lunds universitet 1981 och professor i ämnet där 2000–2008. Hans specialitet är latinsk textkritik och medeltida teologi, filosofi och idéhistoria. Han bedriver forskning på latinets ordbildningshistoria och de vetenskapliga terminologiernas uppkomst samt på senmedeltida och nylatinsk litteratur.  
Han diakonvigdes 1982 och prästvigdes 1987 och är medlem av dominikanordens (franska provinsen) sammanslutning för sekularpräster, professor emeritus i latin vid Lunds universitet samt författare, psalmdiktare och översättare. Han är ledamot av Michaelisgillet. Han ingick åren 1980-1986 i styrelsen för den statliga Bibelkommissionen, som ansvarade för arbetet på den svenska bibelöversättning som går under namnet Bibel 2000. Han var åren 1987-2008 katolsk fältpräst i armén.
Hans bok Medeltidens lärda värld (Stockholm: Carmina, 1978, flera senare upplagor) om studier och undervisning vid medeltida universitet och skolor blev ett standardverk i kurserna i idéhistoria, historia och filosofi vid flera svenska lärosäten. Boken blev en internationell succé och översattes till engelska och tyska.  
Han har publicerat en rad böcker i religiösa och teologiska frågor, och han har i egenskap av präst och kulturdebattör varit en ofta anlitad röst i filosofiska, idéhistoriska och teologiska frågor i dagspress, tidskrifter, radio och tv. Han har varit medlem av redaktionskommittén för den katolska kulturtidskriften Signum alltsedan dess start 1975.
Piltz företräder en personalistisk filosofi och en kristen humanistisk tradition. Som exempel kan nämnas Mellan ängel och best: människans värdighet och gåta i europeisk tradition; Det gråtande djuret: människans mångtydighet i europeisk tradition, Se ansiktet: tjugofyra essäer inför inkarnationens mysterium och Adam, var är du? Om människans hemkomst till sig själv. I sina krönikor i Göteborgs-Posten och Dagen har han utgått från tesen att människan har sin värdighet och sina mänskliga rättigheter genom att vara skapad till Guds avbild, att såväl tro som rationalitet måste underställas förnuftets prövning, samt att det inte finns någon faktisk motsättning mellan tro och vetande. 
Som biskopsvikarie var han huvudansvarig för den nya katolska psalmboken Cecilia. Katolsk gudstjänstbok samt för den senaste upplagan av Missale, altarmässboken för det katolska stiftet (båda utkom 2013) och ledde det fortlöpande projektet att framställa den romerska ritens liturgiska böcker, reformerade genom beslut av Andra Vatikankonciliet (1963), i svensk språkdräkt. Tillsammans med Anders Ekenberg var han redaktör för tidegärdsboken i fyra band Timmarnas liturgi (publicerad i november 2021), den svenska versionen av den latinska förlagan Liturgia horarum.

### Familj
Anders Piltz är son till kyrkoherden i Färgelanda, teologie licentiat Constantin Piltz (1895-1950), och teologie licentiat, filosofie magister Signe Piltz, lektor vid Lärarhögskolan i Luleå (1900-1990) samt bror till konsthistorikern Elisabeth Piltz (1938-2018).